# Brasão de armas de Singapura
O brasão de armas de Singapura (ou armas do estado) foi introduzido em 3 de dezembro de 1959, juntamente com a bandeira nacional e o hino nacional.

## Descrição
O brasão de armas consiste num escudo brasonado com uma lua crescente branca e cinco estrelas brancas contra um fundo vermelho. O vermelho é simbólico da fraternidade universal e da igualdade entre homem e o branco significa eterna pureza e força. A lua crescente representa uma jovem nação subindo. As cinco estrelas representam os cinco ideais da democracia, da paz, do progresso, da justiça e da igualdade. A ladear o escudo está um leão à esquerda (dexter) e um tigre à direita (sinistra). Abaixo do escudo, está uma inscrição com o lema nacional, Majulah Singapura (Avante, Singapura). O leão representa a própria Singapura e os tigres asiáticos, representam os laços históricos com a Malásia.

## Normas de utilização
A utilização das arma do estado para propaganda ou qualquer outra finalidade comercial é proibida por lei. Apenas órgãos governamentais podem exibir as armas dentro das suas instalações. A aprovação deve ser solicitada por qualquer outro uso estatal. Devem ser tratadas com respeito e ser exibidos dignamente.